# Guvernoratul Al Wadi al Jadid
Guvernoratul Al Wadi al Jadid (în arabă الوادي الجديد) este o unitate administrativă de gradul I, situată  în  partea de sud-vest a Egiptului. Reședința sa este orașul Kharga.